# Manuel Alberto Claro
Manuel Albert Claro (ur. 1970 w Santiago, Chile) – chilijski operator filmowy, zdobywca Brązowej Żaby na festiwalu Camerimage za film Rekonstrukcja. Mieszka w Danii.

## Filmografia
- 1999 Iltmangel
- 2001 Hr. Boe & Co.'s Anxiety
- 2002 Omveje til frihed
- 2002 Svend Åge Madsen - at fortælle menneskene
- 2002 3017-3047: Fra en samling af numser
- 2003 Bagland
- 2003 Rekonstrukcja
- 2003 Zakka West
- 2003 Dykkerdrengen
- 2004 Silkevejen
- 2004 Tid til forandring
- 2004 Visions of Europe (segment "Europe Does Not Exist")
- 2004 Lille far
- 2005 Allegro
- 2005 Zakochani widzą słonie (Voksne mennesker)
- 2010 Limbo
- 2011 Melancholia